# Église Notre-Dame de La Dornac
Pour les articles homonymes, voir Église Notre-Dame.
L'église Notre-Dame est une église catholique située à La Dornac, en France.
Elle fait l'objet d'une protection au titre des monuments historiques.

## Localisation
L'église est située en Périgord noir, à l'est du département de la Dordogne, dans la partie nord du village de La Dornac.

## Historique et architecture
Construite au XIIe siècle, cette église a été remaniée au XVe siècle. Elle a la particularité de présenter deux clochers : un clocher-mur à trois baies campanaires (dans lesquelles subsistent deux cloches) au niveau de la façade occidentale, et un clocher carré, à l'est, au-dessus du chevet. Dans ce clocher massif, une pièce d'habitation a été aménagée au-dessus du chœur qui a conservé des chapiteaux romans.
L'édifice est inscrit au titre des monuments historiques le 22 août 1949.

## Galerie

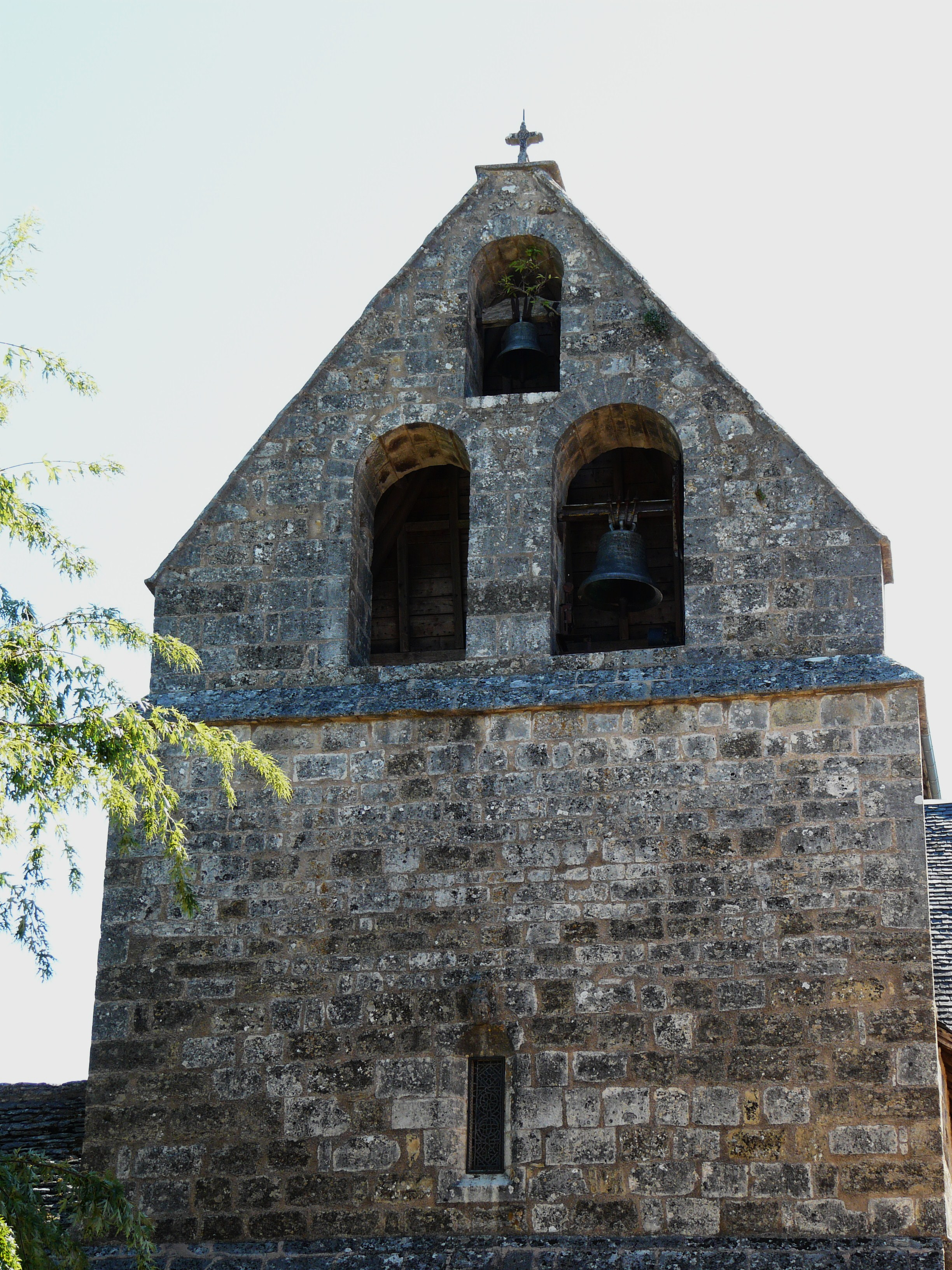
Le clocher-mur occidental.
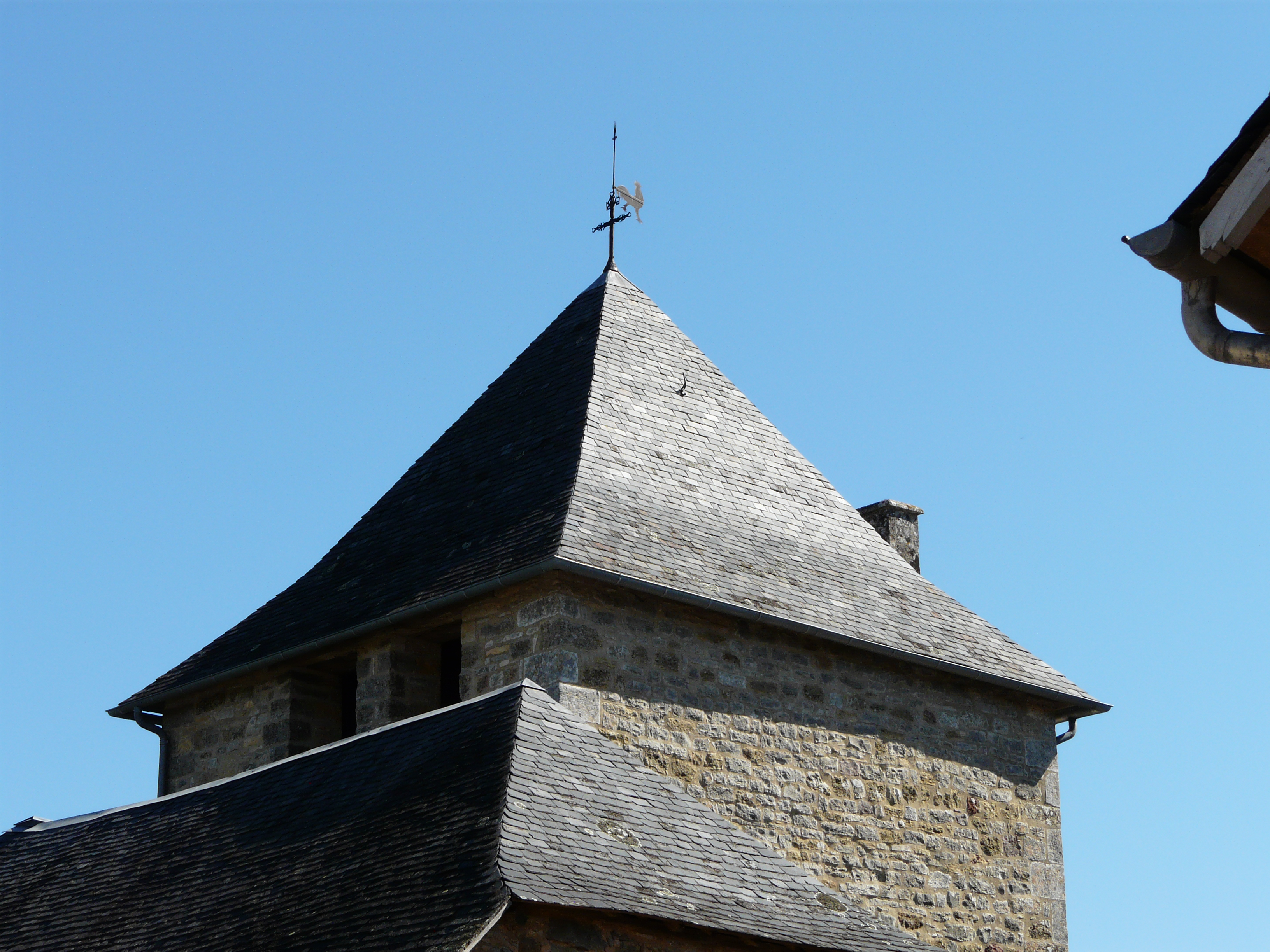
Le clocher carré.
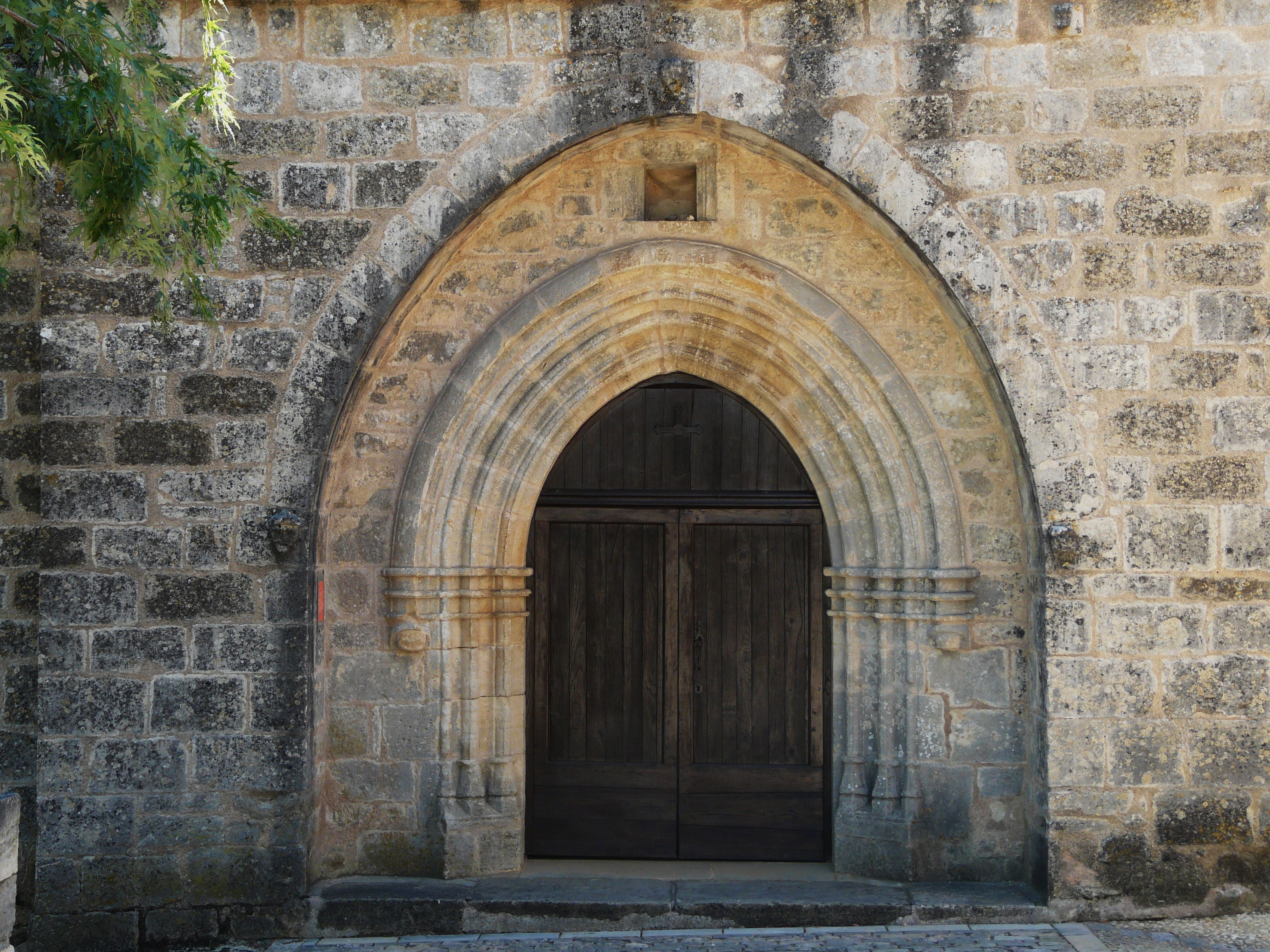
Le portail occidental.